# Ethelbert Nevin
Ethelbert Woodbridge Nevin (25. november 1862 i Edgewater, Pennsylvania - 17. februar 1901 i New Haven, Connecticut) var amerikansk pianist og komponist.
Nevin blev født i en musikalsk begavet familie. Det første flygel, som blev fragtet over Allegheny-bjergene, var anskaffet til hans moder. Hans lillebror Arthur og hans fætre George Balch Nevin og Gordon Balch Nevin gjorde sig også gældende som komponister.
Selv begyndte Nevin at spille klaver som 4-årig, og allerede i ung alder tog faderen ham på en to-årig studierejse, der bl.a. indebar studier i Dresden. Senere studerede han i Pittsburgh, Boston og tre år i Berlin.
Fra 1892 opholdt Nevin sig igen flere år i den gamle verden, Berlin, Paris, Algiers, Firenze og Venedig. I Firenze komponerede han suiten May in Tuscany (Op. 21).
Han huskes især for salonstykket Narcissus.
Nevin blev i 1940 hædret med et amerikansk mindefrimærke.

## Kompositioner for klaver

### Op. 2Sketchbook(1888)
1. Gavotte
2. Love Song
3. Berceuse
4. Serenata
5. Valse Rhapsodie

### Op. 6Three Duets(1890)
1. Valse Caprice
2. Country Dance
3. Mazurka

### Op. 7Four Compositions(1890)
1. Valser Gentile
2. Slumber Song
3. Intermezzo
4. Song of the Brook

### Op. 13Water Scenes(1891)
1. Dragon Fly
2. Ophelia
3. Water Nymph
4. Narcissus
5. Barcarolle

### Op. 16In Arcady(1892)
1. A Shepherd's Tale
2. Shepherds All and Maidens Fair
3. Lullabye
4. Tournament

### Op. 18Two Études(1892)
1. In the Form of a Romance
2. In the Form of a Scherzo

### Op. 21May in Tuscany(1896)
1. Arlecchino
2. Notturno
3. Barchetta
4. Misericordia
5. Il Rusignuolo
6. La Pastorella

### Op. 25A Day in Venice(1898)
1. Alba
2. Gondolieri
3. Canzone amorosa
4. Buona Notte

### Op. 30En Passant(1899)
1. A Fontainebleau
2. In Dreamland
3. Napoli
4. At Home

### O'er Hill and Dale(1902)
1. 'Twas a Lover and His Lass
2. The Thrush
3. Love Is A-Straying, Ever Since Maying
4. The Lark Is on the Wing

## Sange

### Op. 2Sketchbook(1888)
2. Im Wunderschönen Monat Mai
4. Du Bist Wie Eine Blume
6. Lehn Deine Wang' an Meine Wang'
8. Oh! That We Two Were Maying
10. In Winter I Get Up at Night - Of Speckled Eggs the Birdie Sings - Dark Brown Is the River

### Op. 3Three Songs(1888)
1. Deep in a Rose's Glowing Heart
2. One Spring Morning
3. Doris

### Op. 5Five Songs(1889)
1. Herbstgefuhl
2. La Chanson des Lavandieres
3. 'Twas April
4. Raft Song
5. Before the Daybreak

### Op. 12Songs for Soprano or Tenor(1891)
1. A Summer Day
2. Beat Upon Mine, Little Heart
3. In a Bower
4. Little Boy Blue
5. At Twilight

### Op. 17Three Songs(1892)
1. Hab' ein Roslein
2. Le Vase Brise
3. Rappelle-toi

### Op. 20A Book of Songs(1893)
1. A Fair Good Morn
2. Sleep, Little Tulip
3. Every Night
4. Airly Beacon
5. When the Land was White with Moonlight
6. A Song of Love
7. Nocturne
8. Dites-moi
9. Orsola's song
10. In der Nacht

### Op. 28Songs from Vineacre(udgivet separat)
1. A Necklace of Love (1899)
2. Sleeping and Dreaming (1899)
3. Mon dèsir (1899)
4. The Nightingale's Song (1899)
5. Dream-maker man (1900)
6. La lune blanche (1900)
7. Ein Heldenlied (1900)
8. Ein Liedchen (1900)